# Zjazd w Merseburgu (1032)
Zjazd w Merseburgu 1032 (niem. Vertrag von Merseburg) – spotkanie cesarza Konrada II i pretendentów do tronu Polski w dniu 7 lipca 1032.

## Przyczyny
W 1032 zamordowany został książę Bezprym, władający Polską po ucieczce swojego przyrodniego brata Mieszka II. Tym samym Polska pozostała bez władcy. Pretendenci do tronu przebywali poza krajem: Mieszko II po ucieczce z Polski w 1031, przebywał w więzieniu u księcia czeskiego Uldaryka, zaś jego młodszy brat Otto był wówczas w Niemczech. Cesarz zorganizował w 1032 nową wyprawę zbrojną do Polski. Nieznany jest jej zasięg i przebieg. Wiadomo natomiast, że z niewoli czeskiej powrócił w tym czasie Mieszko II.
Chcąc utrzymać się w kraju, wobec spadku po rządach swojego przyrodniego brata oraz wobec reakcji pogańskiej musiał oprzeć się na cesarzu i dlatego doprowadził do spotkania w Merseburgu cesarza ze wszystkimi pretendentami do tronu. Spotkanie to, jak stwierdza Gerard Labuda: Nie ulega tedy wątpliwości, że Mieszko przybył do Merseburga wcale nie dobrowolnie, lecz pod groźbą ponownego najazdu niemieckiego.
Roczniki hildesheimskie opisują to wydarzenie w następujący sposób:

Tenże [Mieszko] rozumiejąc powody swej niestosownej zuchwałości, z jaką w latach poprzednich występował (...) wyprawił swoich posłów do cesarza i prosił o wyznaczenie czasu celem stawienia się i dania godnego zadośćuczynienia. I potem za zgodą cesarza w dniu 7 lipca przybył do Marseburga i sam poddał się władzy cesarskiej, zapomniawszy mianowicie korony i całego wystroju królewskiego. Którego cesarz łaskawiej niż ów sam przyjąwszy, przydzielił jemu i jego bratankowi, niejakiemu Thiedrykowi, królestwo tj. państwo, jakie sam przedtem posiadał

## Zjazd i jego postanowienia
Zjazd odbył się 7 lutego 1032 Mieszko II będąc w beznadziejnej sytuacji zgodził się na zrzeczenie korony królewskiej (koronował się 25 grudnia 1025) oraz na podział państwa. Cesarz zdecydował, że Mieszko obejmie we władanie Małopolskę i Mazowsze, jego młodszy brat Otto Śląsk, zaś najprawdopodobniej syn, któregoś z braci Chrobrego: Mieszka lub Lamberta, Dytryk miał objąć we władanie dawne państwo gnieźnieńskie, czyli Wielkopolskę. Są to przypuszczalne obszary, jakie otrzymali książęta, gdyż nie zachowały się o tym informacje źródłowe.

## Po zjeździe
W 1033 zmarł prawdopodobnie bezdzietnie i w stanie wolnym Otto, zaś jego dzielnicę zagarnął Mieszko II. W tym samym roku wypędził także Dytryka i w konsekwencji zjednoczył kraj. Sam zmarł już 10 lub 11 maja 1034.